# Юкки
Юкки́ (фин. Haapakangas) — деревня во Всеволожском районе Ленинградской области. Административный центр Юкковского сельского поселения.

## История
Селение Юки обозначено на карте Санкт-Петербургской губернии А. М. Вильбрехта 1792 года.
На карте Санкт-Петербургской губернии Ф. Ф. Шуберта 1834 года оно же обозначено как Юркки.

ЮККИ — деревня мызы Осиновая роща принадлежит Лопухиной, княгине действительной статской советнице, жителей 41 м. п., 72 ж. п. (1838 год)

На этнографической карте Санкт-Петербургской губернии П. И. Кёппена 1849 года она обозначена как деревня «Haapkangas», расположенная в ареале расселения эвремейсов. В пояснительном тексте к этнографической карте деревня записана как Hapkangas (Юкки) и указано количество её жителей на 1848 год: 63 м. п., 79 ж. п. все эвремейсы, за исключением 5 человек савакотов, всего 142 человека.

ЮККИ — деревня гр. Левашовой по Выборгскому почтовому тракту, 22 двора, 52 души м. п. (1856 год)

На «Топографической карте частей Санкт-Петербургской и Выборгской губерний» 1860 года упомянута деревня Юкки из 22 дворов с мельницей.

ЮККИ (ХАПКАНГАЙ) — деревня владельческая при озере безъименном и колодцах, 22 двора, 52 м. п., 56 ж. п. (1862 год)

В 1862 году временнообязанные крестьяне деревни выкупили свои земельные наделы у А. В. Левитовой и стали собственниками земли.
В 1875 году в деревне открылась земская школа.

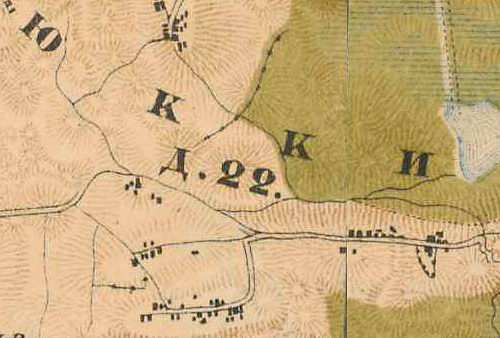
План деревни Юкки. 1885 год

В 1885 году, согласно «Карте окрестностей Петербурга», деревня Юкки насчитывала 22 двора. Сборник же Центрального статистического комитета описывал деревню так:

ЮККИ (ХАПА-КАНГАС) — деревня бывшая владельческая Парголовской волости при озере Токоловском, дворов — 15, жителей — 98; школа. (1885 год)

Известный специалист по дачному отдыху В. К. Симанский, так описывал Юкки в 1892 году:

ЮККИ — состоят из 30 дворов и имеют около 300 жителей, находятся в 22 верстах от столицы и в 3 верстах от ф. ж. д. и в 2-х от шоссе, при Юкковском озере.

По его впечатлениям, местность вокруг селения преобладала холмистая с сырыми долинами и небольшими болотцами, водой вытекающей из которых пользовались местные жители. Население Юкков было бедное, занималось земледелием и молочным хозяйством, а летом — дачным промыслом. Преобладающий язык жителей деревни — финский, вероисповедание — лютеранское.

ЮККИ — деревня населённая крестьянами-хлебопашцами и дачная местность Юкковского сельского общества, 115 дворов, 173 м. п., 179 ж. п., всего 352 чел.; осинорощенское волостное правление, земская школа, мелочная лавка, ресторан «Русская Швейцария». (1896 год)

В конце XIX века деревня административно относилась к 3-му стану Санкт-Петербургского уезда Санкт-Петербургской губернии, в начале XX века — к Осинорощинской волости 2-го стана. Население деревни было однородным — финским.

ЮККИ (ХАПКАНГАЙ) — селение Юкковского сельского общества Осинорощинской волости, число домохозяев — 35, наличных душ — 201; количество надельной земли — 147 десятин. (1905 год)

Капельный приход Хаапакангас (фин. Haapakangas) в деревне Юкки появился в 1908 году. В 1908 году в деревне проживали 255 человек из них 27 детей школьного возраста (от 8 до 11 лет).
В 1909 году в деревне было 47 дворов.
Кирха в Юкках на 450 мест была возведена в 1911 году по проекту архитектора А. Брандта. Средства на её строительство выделила последняя владелица мызы Осиновая Роща, княгиня Мария Владимировна Вяземская. Строили кирху жители деревни и окрестных посёлков.
В 1914 году в Юкках действовала земская школа (Осинорощинское училище), учителем в которой был Дмитрий Фёдорович Канарейкин.
В 1918 году в Юкках открылось «Ингерманландское христианское народное училище» на 40 учащихся.

ЮККИ — деревня Юкковского сельсовета Парголовской волости Ленинградского уезда, 131 хозяйство, 513 душ.

Из них: русских — 33 хозяйства, 104 души; финнов-суоми — 96 хозяйств, 397 душ; эстов — 2 хозяйства, 12 душ. (1926 год)

В состав Юкковского сельсовета по данным переписи населения 1926 года входил один населённый пункт — сама деревня Юкки. Сельсовет находился в составе Парголовской волости Ленинградского уезда.
В том же 1926 году был организован Юкковский финский национальный сельсовет, население которого составляли: финны — 1045, русские — 101, другие нац. меньшинства — 23 человека.
В 1930-е годы в Юкках была организована сельскохозяйственная артель «Колхозник», она объединяла 81 двор и 206 членов семей.
По административным данным 1933 года Юкковский сельсовет состоял из деревень: Мендсары, Порошкино, Раухалово и дачного посёлка Юкки.
По административным данным на 1 января 1935 года в дачном посёлке Юкки Ленинградского Пригородного района проживали 610 человек.
Не позднее 1936 года Юкковский сельсовет был присоединён к Койвукюльскому финскому национальному сельсовету.

ЮККИ — деревня Койвукюльского сельсовета Парголовского района, 776 чел. (1939 год)

Церковь не действовала с сентября 1937 года, в октябре 1939 года она была закрыта, а её здание передано под клуб.
Национальный сельсовет был ликвидирован весной 1939 года.

Деревня Юкки на карте 1939 года

Согласно топографической карте РККА 1939 года деревня Юкки насчитывала 127 дворов, Средние Юкки — 38. В 1940 году деревня Юкки также насчитывала 127 дворов.
В годы Великой Отечественной войны в деревне располагались:
- инфекционный госпиталь № 2238
- терапевтический полевой подвижный госпиталь № 5481[33]

В 1958 году население деревни составляло 1110 человек.
По данным 1966 и 1973 годов деревня Юкки находилась в составе Чернореченского сельсовета и являлась его административным центром.
В прошлом Юкки были центром технических видов спорта автокросса и мотокросса. Сейчас здесь находится горнолыжный комплекс «Юкки-парк».
Иногда Юкки называют «малым Токсовом», так как благодаря живописной природе и близости к Санкт-Петербургу Юкки стали популярным дачным местом (здесь отдыхали И. И. Бродский, академик А. П. Карпинский, мать В. И. Ленина и др.).
Постановлением Совета Министров РСФСР № 624 от 04.12.1974, дом в Юкках, в котором в 1933—1936 гг. жили геолог А. П. Карпинский и художник И. И. Бродский, признан памятником истории. Тем же постановлением, памятное место, где находилась усадьба, в которой жила и в 1916 году умерла М. А. Ульянова, признано памятником архитектуры.
Братская могила советских воинов, погибших в борьбе с фашистами, расположенная на северной окраине Юкков, решением облисполкома № 189 от 16 мая 1988 года, так же признана памятником истории.
По данным 1990 года в деревне Юкки проживали 1148 человек. Деревня являлась административным центром Юкковского сельсовета в который входили 7 населённых пунктов: деревни Дранишники, Лупполово, Медный Завод, Мендсары, Порошкино, Сарженка, Юкки , общей численностью населения 3094 человек.
В 1991 году здание кирхи сгорело.
В 1996 году в Юкках была построена и передана финской общине новая деревянная церковь. Она приписана к Санкт-Петербургскому пробству Церкви Ингрии.
В 1997 году в деревне проживали 676 человек, в 2002 году — 793 человека (русские — 82 %), в 2007 году — 698.

## География
Деревня расположена в северо-западной части района на автодороге 41К-075 (Юкки — Кузьмоловский), близ места её примыкания к автодороге 41К-179 (Осиновая Роща — «Магистральная»).
Расстояние до районного центра — 60 км.
Расстояние до ближайшей железнодорожной станции Левашово — 3,5 км.

## Демография
| 1862 | 2007 | 2010  | 2017 |
| ---- | ---- | ----- | ---- |
| 108  | ↗698 | ↗1550 | ↘840 |

### Национальный состав
Согласно данным Всероссийской переписи населения 2021 года в деревне проживал 2271 человек, из них:
 русские — 1305, армяне — 9, казахи — 6, белорусы — 5, евреи — 4, лакцы — 3, украинцы — 3, таджики — 2, татары — 2, американцы — 1, арабы — 1, грузины — 1, кабардинцы — 1, карелы — 1, латыши — 1, немцы — 1, осетины — 1, узбеки — 1, финны — 1, другие национальности — 10 человек, остальные национальность не указали.

## Инфраструктура
В деревне Юкки 20 муниципальных и 3 ведомственных многоквартирных дома.
В деревне расположена специальная школа-интернат для слабослышащих детей — ГОУ ЛО «Юкковская специальная школа-интернат», но обычной школы в ней нет, дети из Юкков учатся в школе № 471 Санкт-Петербурга (Осиновая Роща).
В Юкках есть евангелическо-лютеранская церковь прихода Хаапакангас, относящаяся к Санкт-Петербургскому пробству церкви Ингрии.
Юкки — бывший центр мотокросса. В 2002 году проведено последнее соревнование по мотокроссу, после которого остаток ранее общесоюзной трассы Юкки был полностью застроен. Официально трасса ещё числится в списках, но фактически трассы мотокросса международного уровня в Юкках больше не существует.
В Юкках насчитывается 41 улица.

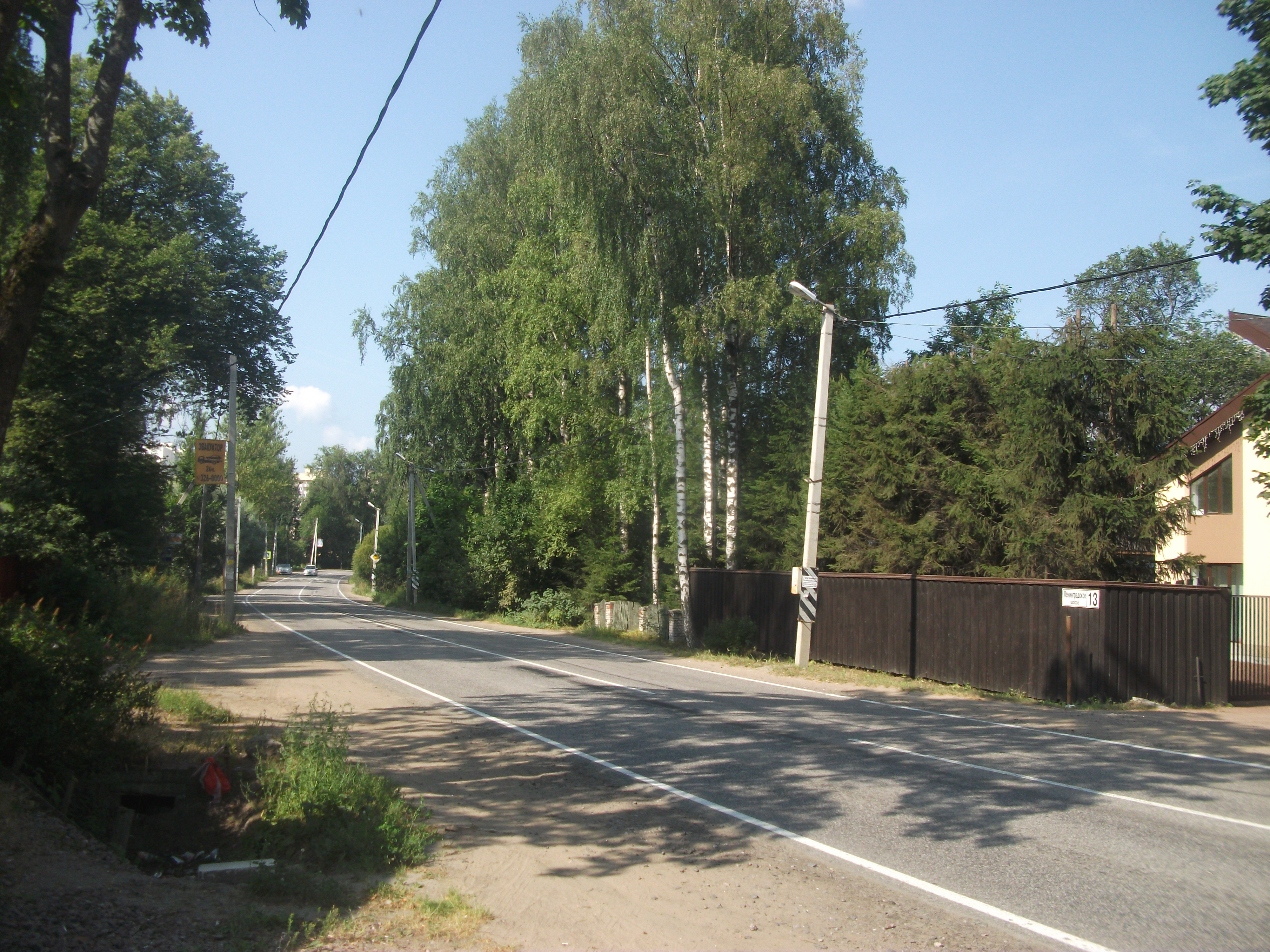
Ленинградское шоссе между остановками «Юкки-1» и «Юкки-2»
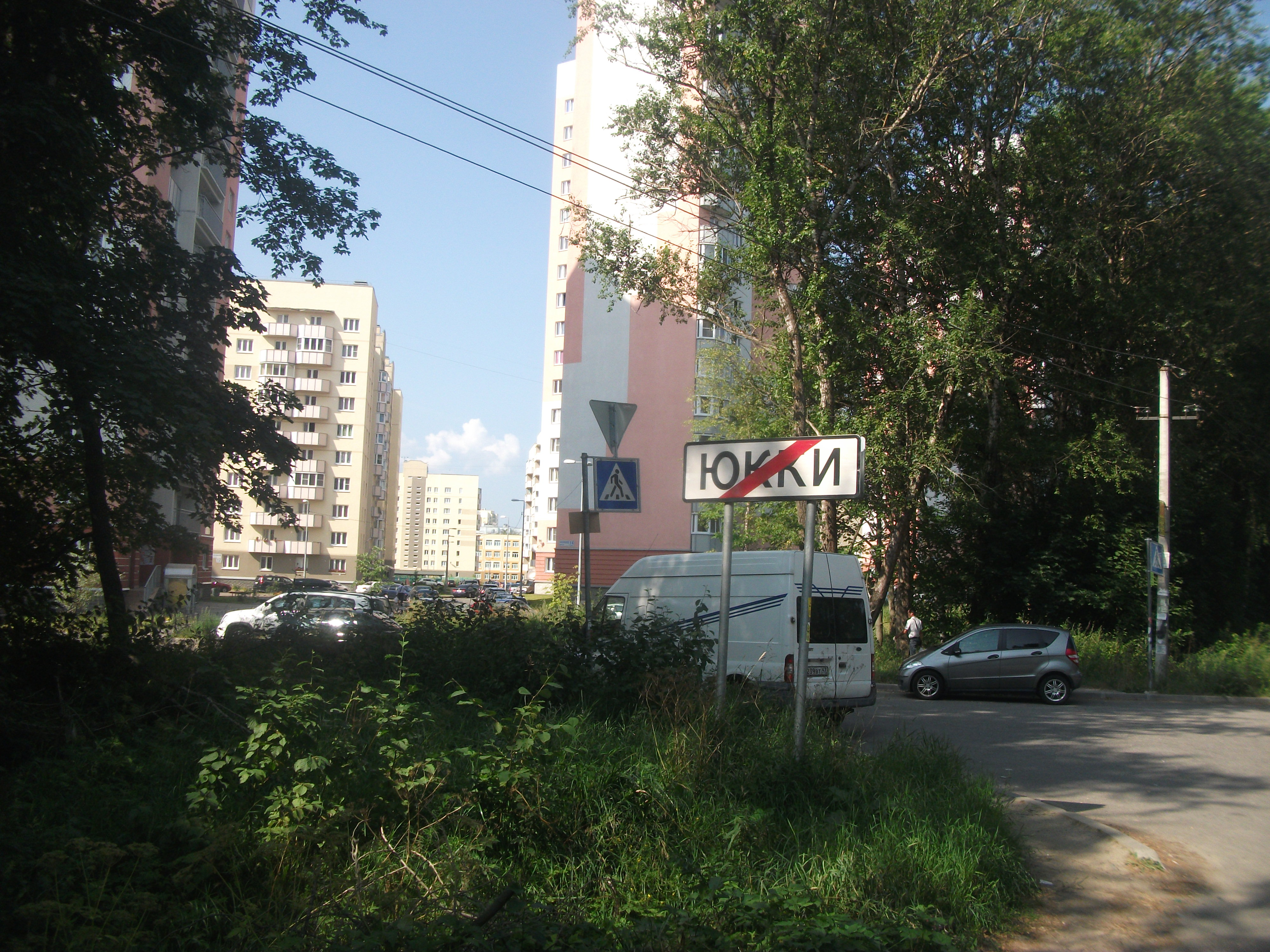
Выезд из Юкков. Многоэтажные дома — это уже территория Санкт-Петербурга, Осиновая Роща
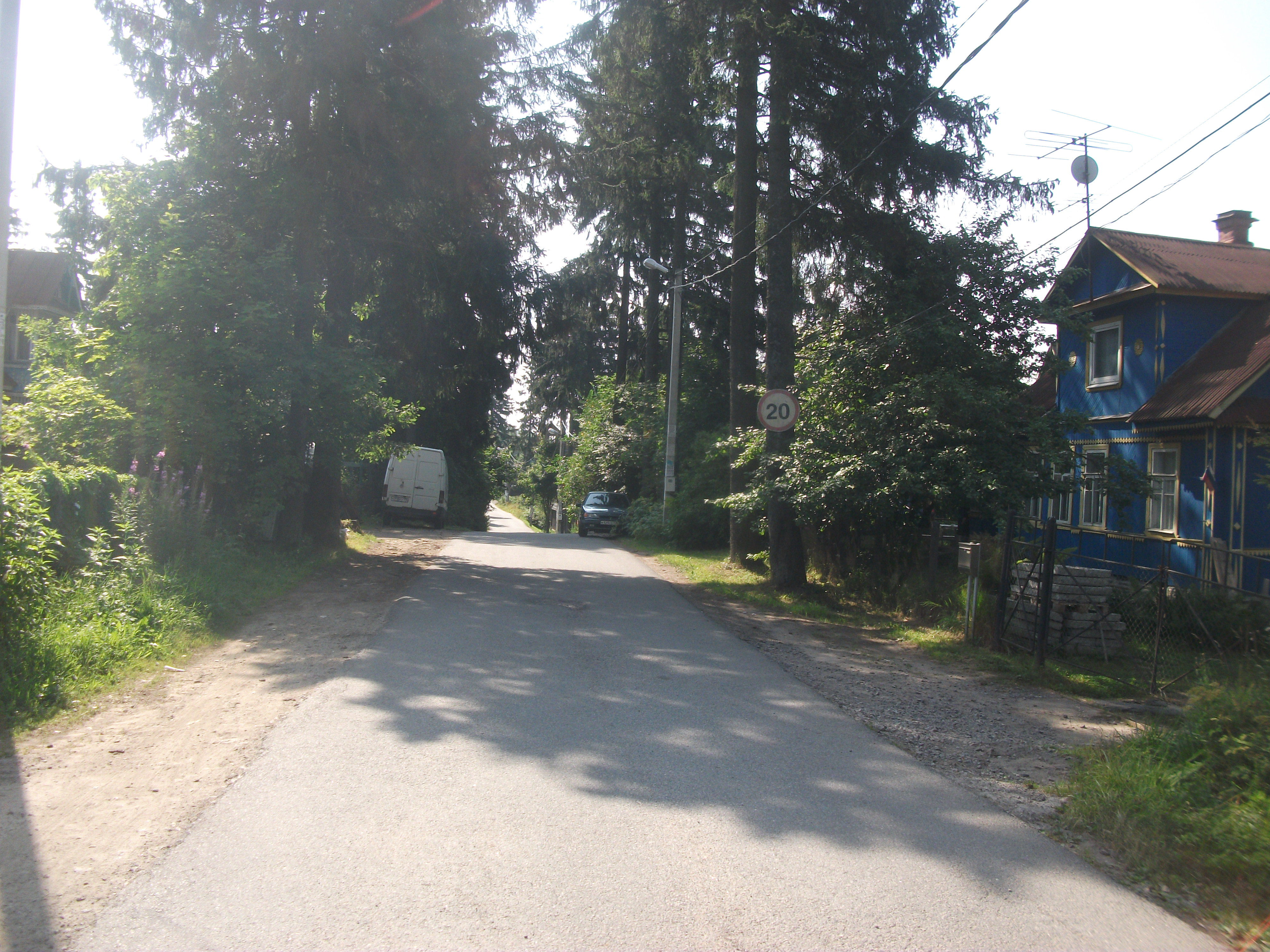
Улица Еловая

## Транспорт
Через посёлок проходят автобусы следующих маршрутов:
- № 104 улица Жени Егоровой —  «Парнас» (только в одну сторону)
- № 148  «Парнас» — улица Жени Егоровой (только в одну сторону)
- № 247  «Гражданский проспект» — Юкки-2
- № 679  «Девяткино» — Сарженка
- № 448 Юкки, Клубный посёлок —  «Проспект Просвещения»

## Фото

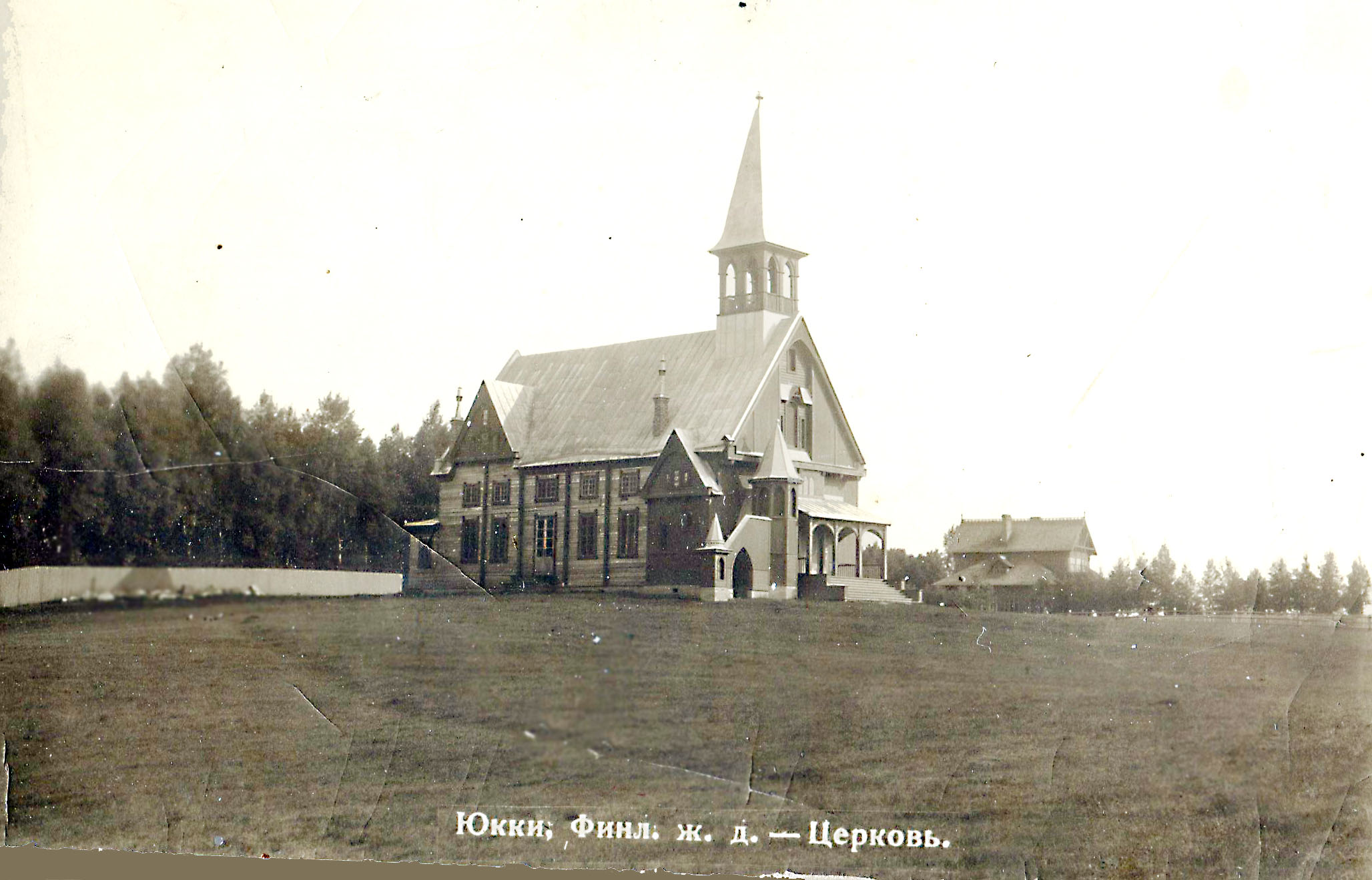
Кирха в Юкках. 1911 год
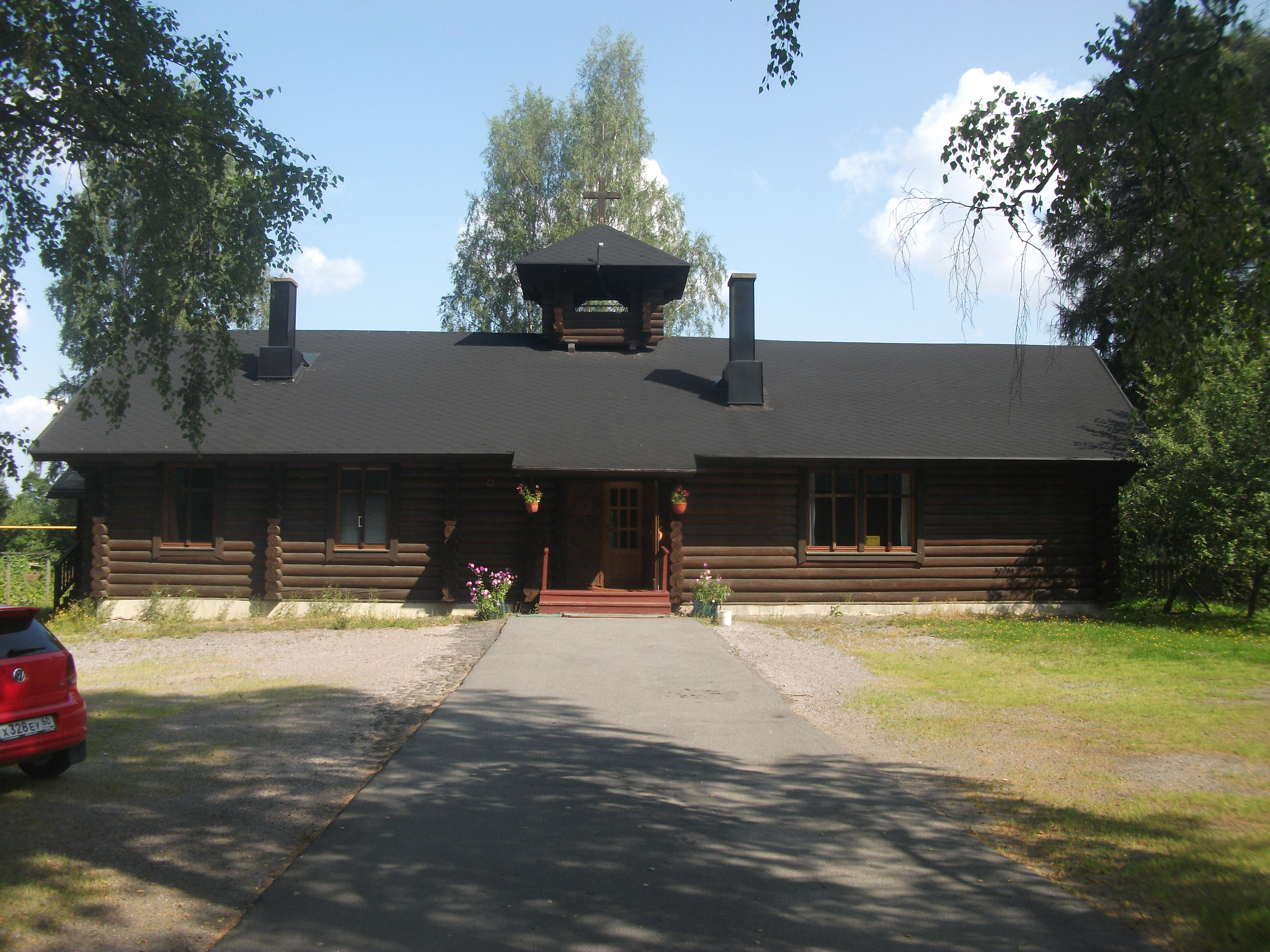
Кирха Евангелическо-лютеранской церкви Ингрии
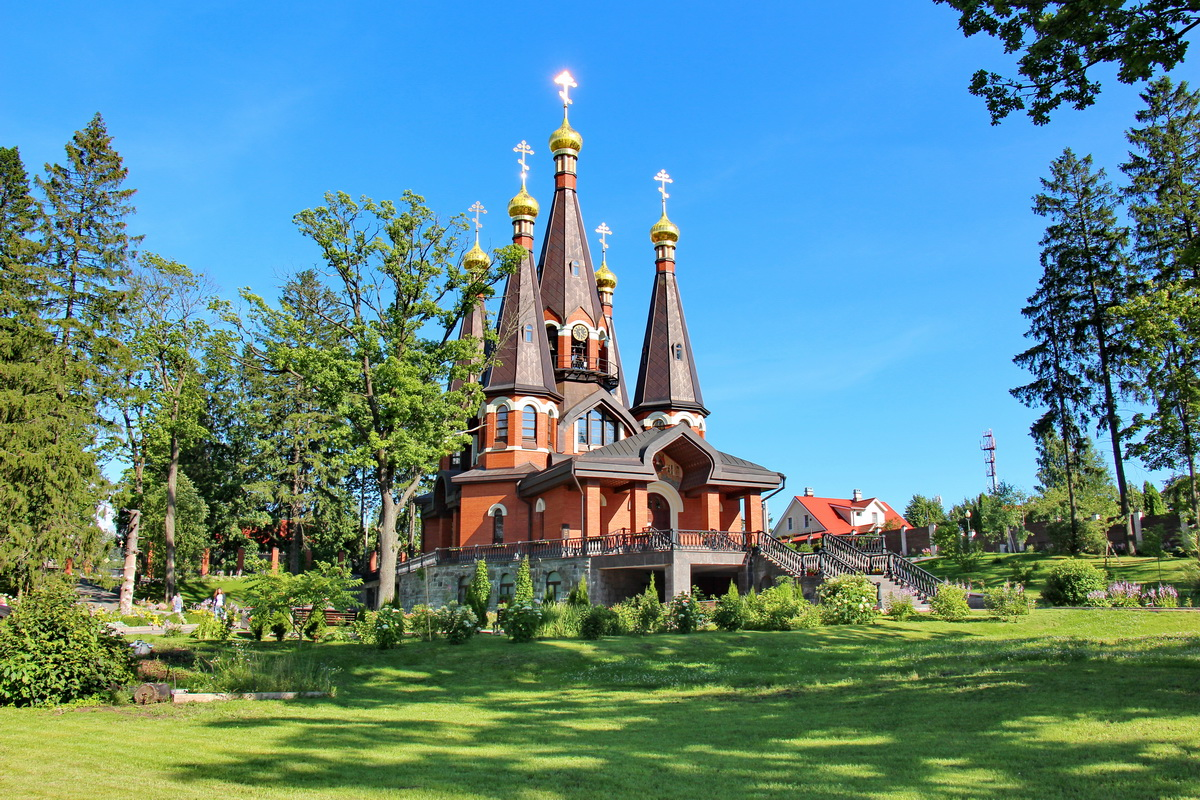
Православная церковь Рождества Иоанна Предтечи

## Известные уроженцы
- Иван Матвеевич Леметти (1891—1937) — кандидат философских наук, преподаватель Педагогического института им. Герцена, заведующий издательством «Кирья», автор книги «Советская Ингерманландия»[53].

## Улицы
Безымянный переулок, Берёзовая, Верхняя, Встречный переулок, Горная, Горный переулок, Долинный тупик, Еловая аллея, Зелёная, Кольцевая, Ленинградское шоссе, Лесная, Лесотехническая, Никольская, Новая, Новосёлов, Озёрная, Ольховый тупик, Парголовская, Парковая, Песочная, Пионерская, Пограничная, Подгорная, Полевая, Политехническая, Полянная, Проезжая, Радищева, Садовая, Северный переулок, Советская, Совхозная, Солнечная, Сосновая, Спортивная, Строителей, Тенистая, Тихий переулок, Усадебная, Холмистый переулок, Черничная, Школьная, Южная, Юкковский проспект, Яблоневая.

## Садоводства
Наследие Юкки, Радуга, Юкки, Юкки сити.